# Blå Banan
Den Blå Banan (også kendt som den europæiske Megapolis eller Liverpool-Milano-aksen) er en diskontinuerlig korridor af urbanisering, der spreder sig over det vestlige og centrale Europa, med et befolkningstal på omkring 111 millioner. Konceptualiseringen af området som en "blå banan" blev udviklet i 1989 af RECLUS, en gruppe franske geografer under ledelse af Roger Brunet.
Området strækker sig omtrent fra det nord-vestlige England gennem de engelske Midlands og Greater London til den europæiske metropol Lille, Benelux-staterne og ned langs det tyske Rheinland, Sydtyskland, Alsace-Moselle i Frankrig i vest og Schweiz (Basel og Zürich) til Norditalien (Milano og Torino) i syd.

## Historie
Den franske geograf Roger Brunet, som observerede en division mellem "aktive" og "passive" områder, udviklede konceptet med en vesteuropæisk rygrad i 1989. Han lavede referencer til en urbaniseret korridor af industri og service, der strakte sig fra Nordengland til det nordlige Italien. "Den Blå Banan" blev navngivet både af Jacques Chérèque og en kunstner, der tilføjede en grafik til en artikel af Josette Alia i Le Nouvel Observateur. Farven blå referer enten til Europaflaget eller det engelske term "Blue Collar", som beskriver farven på fabriksarbejdernes tøj i regionen.
Brunet så den "europæiske rygrad" som udviklingen af historiske præcedenser, for eksempel handelsruter, eller som konsekvensen af en akkumuleret industriel kapital. I sin analyse ekskluderede Brunet Paris' urbane område og andre franske urbane områder på grund af den franske økonomiske insolation. Brunets målsætning var en større økonomisk integration i Europa, men han mente, at Frankrig havde mistet denne forbindelse i det 17. århundrede på grund af forfølgelserne af Huguenotterne og centraliseringen i Paris. Nyere versioner inkluderer dog Paris.
I 1991, i forbindelse med et studie på vegne af den Europæiske Kommission, kritiserede forskere idéen om den Blå Banan som en ønskværdig formation, men ikke som en empirisk realitet, og identificerede den som et resultat af regional konkurrence i Europa. Derudover havde forskernes diagram af den Blå Banan en større kurve, der stadig inkluderede Norditalien, men endte i Barcelona. Den inkluderede også Paris og havde dens nordlige udspring ved den skotsk-engelske grænse. Et studie af historien om den Blå Banan som koncept anser Kommissionens undersøgelse som en forfejlet afvisning af den Blå Banan i forhold til Brunets oprindelige idé. Researchen på vegne af Kommissionen antager, at den Blå Banan repræsenterer en udviklet kerne på bekostning af periferien, hvorimod Brunet empirisk anså den Blå Banan som en regionen af udvikling ved Paris' periferi, uden for Frankrigs grænser. Der er også overvejelser om en økonomisk stærk pentagon, hvis grænser er Paris, London, Hamborg, München og Milano med udviklingsakser mod øst (Berlin, Prag og Trieste).
I den italienske presse blev der fremsat holdninger om, at (på baggrund af EU-data fra 2013) formen på den Blå Banan skulle ændres, fordi den italienske region havde mistet sin forbindelse på grund af den stigende de-industrialisering. Kun Lombardiet kunne "holde dampen oppe". Som kontrast dertil er der flere nye økonomiske udviklingslinjer i Veneto, Friuli-Venezia Guilia og Slovenien gennem handelspunkter på den maritime Silkevej. I særdeleshed havnen i Trieste, ved siden af Gioia Tauro, den eneste dybdehavsport i det centrale Middelhav for containerskibe af syvende generation. Havnen er derfor et særligt mål for investeringer. Transportation via Trieste i stedet for nordlige havne som Rotterdam og Hamborg forkorter leveringstiden fra Shanghai med ti dage og fra Hong Kong med ni dage, hvilket signifikant reducerer transportomkostninger og CO2-udledning.